# Dayton (Texas)
Pour les articles homonymes, voir Dayton.
La ville de Dayton est située dans le comté de Liberty, dans l’État du Texas, aux États-Unis. Elle comptait 7 242 habitants lors du recensement de 2010.

## Source
- (en) Cet article est partiellement ou en totalité issu de l’article de Wikipédia en anglais intitulé « Dayton, Texas » (voir la liste des auteurs).